# Socket AM5
Socket AM5 (LGA 1718) to gniazdo procesora firmy Advanced Micro Devices wykorzystywane przez mikroprocesory AMD Ryzen zaczynając od mikroarchitektury Zen 4 (7000). Jest to LGA-ZIF o konstrukcji Flip-chip, z 1718 punktami kontaktowymi i o wymiarach 40 mm × 40 mm (1 600 mm2). 
Gniazdo AM5 zastępuje gniazdo AM4 i jest pierwszym gniazdem LGA firmy AMD zaprojektowanym dla procesorów mainstreamowych, a nie dla entuzjastów lub zastosowań profesjonalnych .

## Cechy
Cała platforma oparta na gnieździe AM5 posiada m.in. następujące cechy:
- Obsługuje pamięci DDR5 w konfiguracji dwukanałowej. W przeciwieństwie do gniazda LGA 1700 firmy Intel, platforma AM5 firmy AMD nie obsługuje pamięci DDR4.[2]
- Obsługa linii PCIe 5.0 z poziomu procesora w płytach z chipsetem X670E i B650E, opcjonalnie w płytach X670 i B650.[3]
- Osiąga 170W TDP i limit Package Power Tracking (PPT) do 230W.[4]